# ポリシー・ロンダリング
ポリシー・ロンダリング（英: policy laundering）とは政治的決定や立法、条約制定の当事者を隠蔽し、そのプロセスを不透明化する行為のことで、マネーロンダリングから派生した用語である。国内で規制を行うために前もって国際条約を締結しておき、それに基づいて国内法を整備する手法は、典型的なポリシー・ロンダリングである。責任の所在を曖昧にする、本来の目的を隠蔽する、あるいは立法の手続きを迂回するために行われる。

## ポリシー・ロンダリングの実際
非公開で策定された国際条約はポリシー・ロンダリングによく利用される。いったん条約が策定されてしまえば、どの部分を誰が追加したか部外者には分かりにくいためである。全ての当事者が条約のどの部分に関しても、妥協の結果として追加に同意したが本意ではなかったと主張できるため、責任の所在が曖昧になる。WTO条約、WIPO設立条約、ACTA 、TPPやRCEPといった貿易協定、あるいは欧州憲法は、こういったタイプのポリシー・ロンダリングにより成立したと批判されることもある。
通常の手続きでは承認が得られない法律を立法者が望む場合に、ポリシー・ロンダリングが行われることもある。このタイプのポリシー・ロンダリングの例として、ミズーリ対ホランド事件（en:Missouri v. Holland）でその是非が争われた狩猟規制を挙げることができる。事件の発端は、州法によって渡り鳥の狩猟を規制しようとした連邦議会に、ミズーリ州の州裁判所が違憲判決を出したことである。これに対して連邦議会は、カナダと交渉して渡り鳥保護のための条約を批准し、その条約に基づいて渡り鳥保護条約に関する法律（en:Migratory Bird Treaty Act of 1918）を通過させた。最終的に、連邦最高裁判所はこの狩猟規制は合憲であるという判断を示した。
公には主張されない真の目的の存在も、ポリシー・ロンダリングの兆候といえる。政治家はしばしばポリシー・ロンダリングにより、国民から支持を得にくい真の目的を隠蔽する。世間の関心事ではあるが本質的には無関係な問題と政策が結び付けられ、真の目的ではなくその問題への対策として政策が語られる。